# Discoplax
Discoplax is een geslacht van kreeftachtigen uit de klasse van de Malacostraca (hogere kreeftachtigen).

## Soorten
- Discoplax gracilipes Ng & Guinot, 2001
- Discoplax hirtipes (Dana, 1852)
- Discoplax longipes A. Milne-Edwards, 1867
- Discoplax rotunda (Quoy & Gaimard, 1824)